# Франтішек Адолф
Франтішек Адолф (чеськ. František Adolf; 17 січня 1835, м. Воланіце, нині Чехія — березень 1900, м. Броди, нині Львівської області) — педагог чеського походження, працював у Галичині.

## Життєпис
Вивчав філософію в Карловому університеті у м. Празі (1856—1859, Чехія) та Віденському університеті (1864—1865, Австрія).
Від 1859 року — в Галичині, де викладав у гімназіях міст Ряшева (нині Польща), Дрогобича (нині Львівської області), Львова; професор Першої Тернопільської гімназії (зокрема, 1861/1862 навчального року ще німецькомовного закладу), згодом — директор ґімназії у Бродах. Автор статей.